# Religia w Austrii

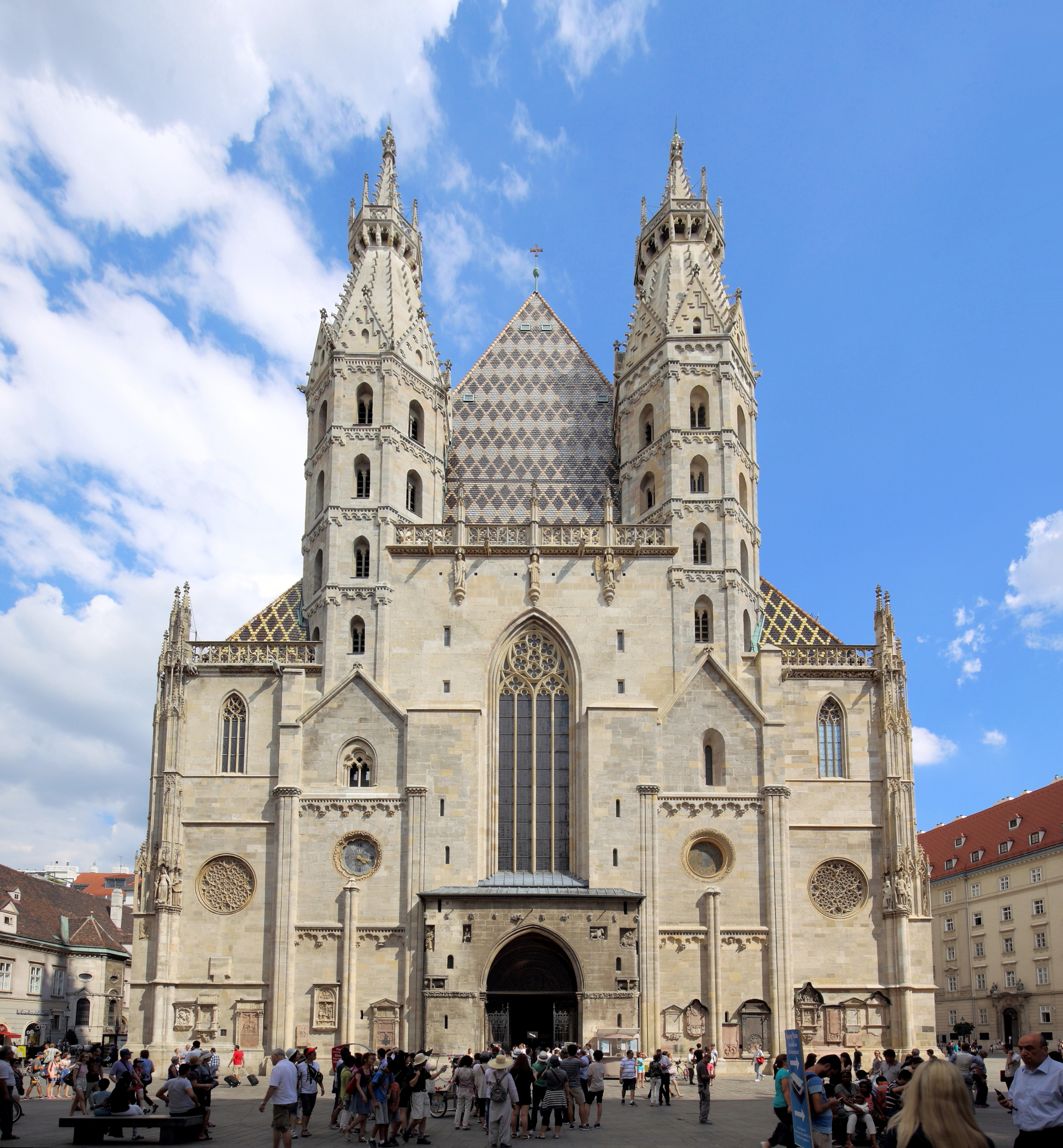
Katedra św. Szczepana w Wiedniu

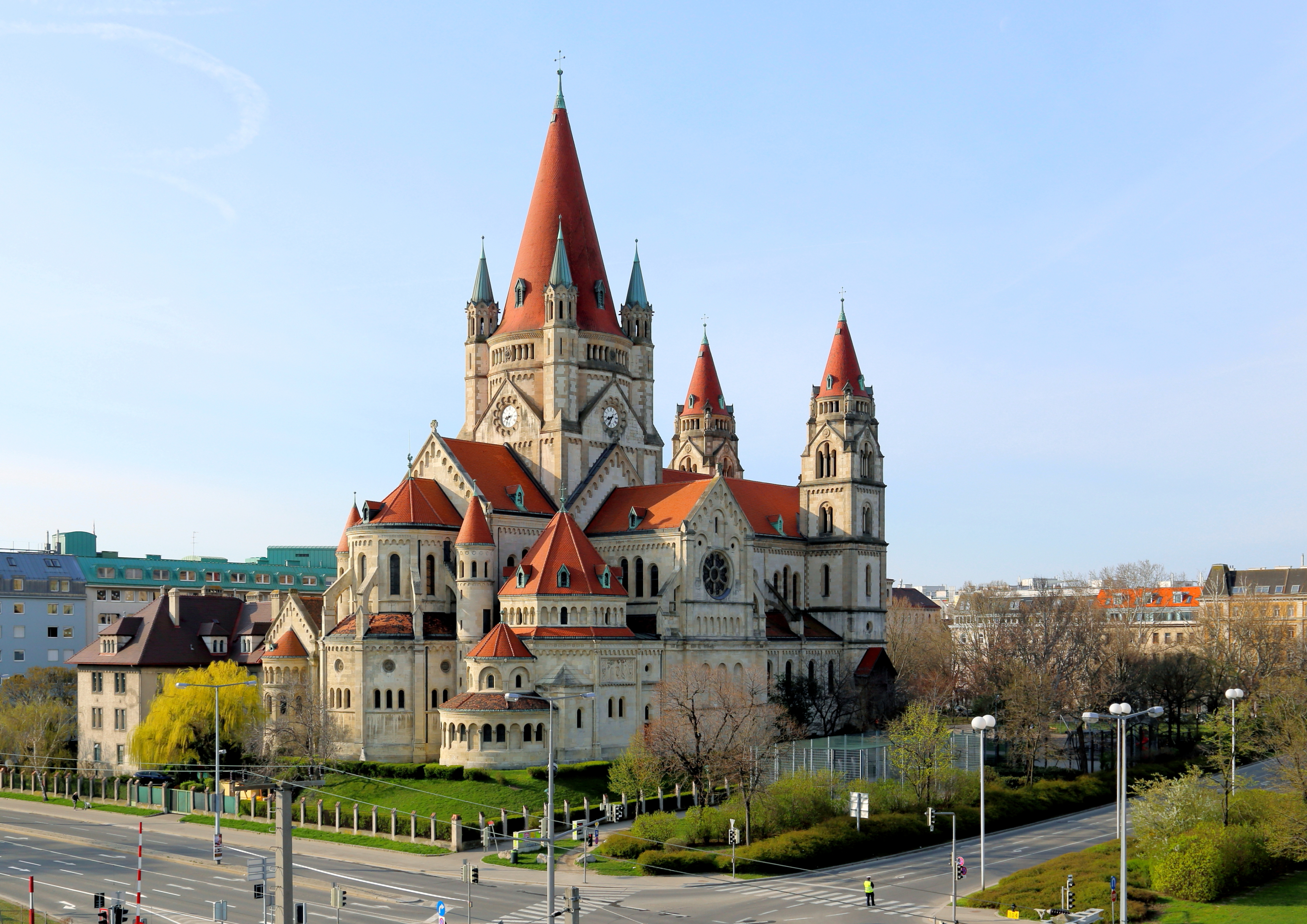
Kościół św. Franciszka z Asyżu w Wiedniu

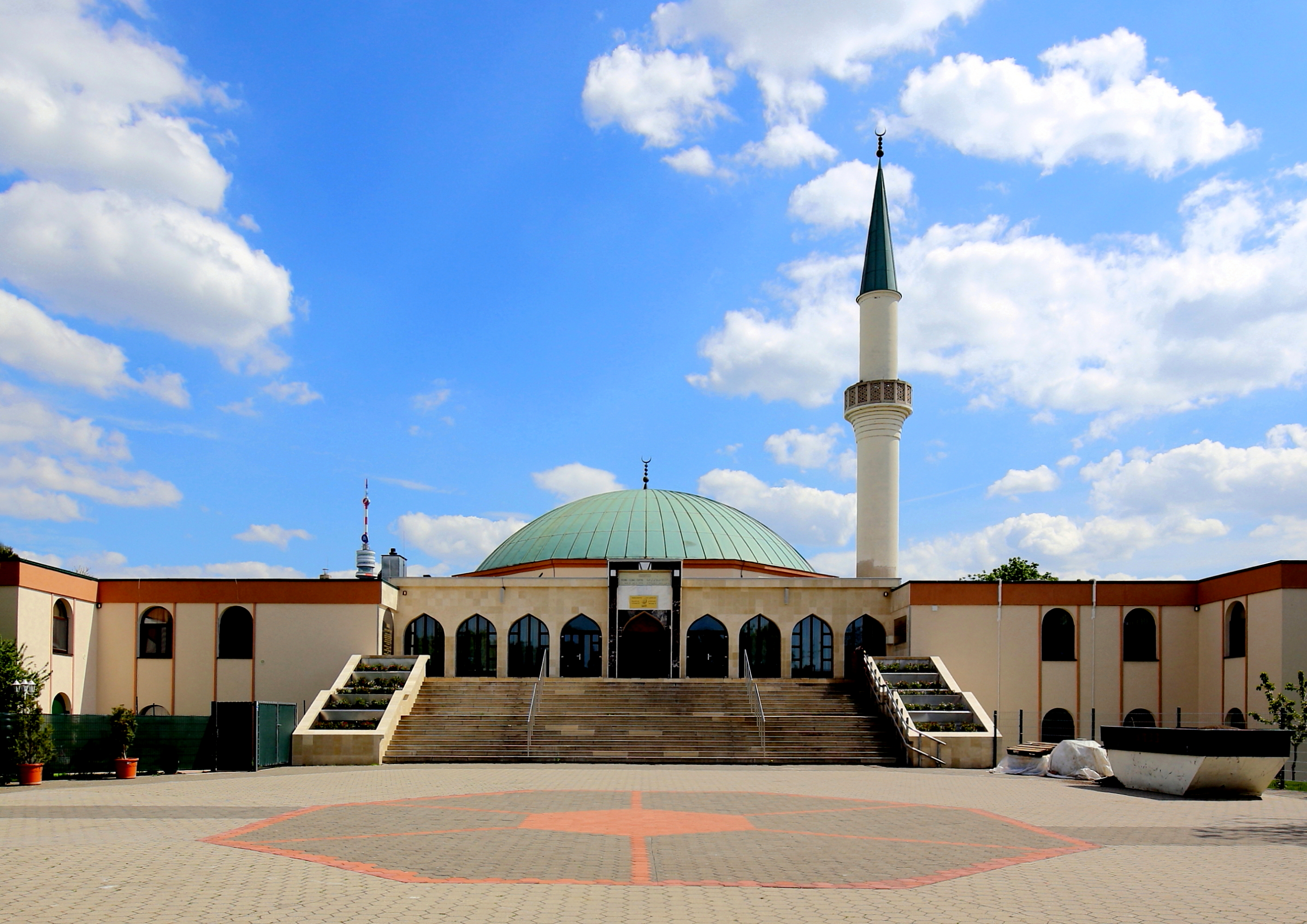
Meczet w Wiedniu

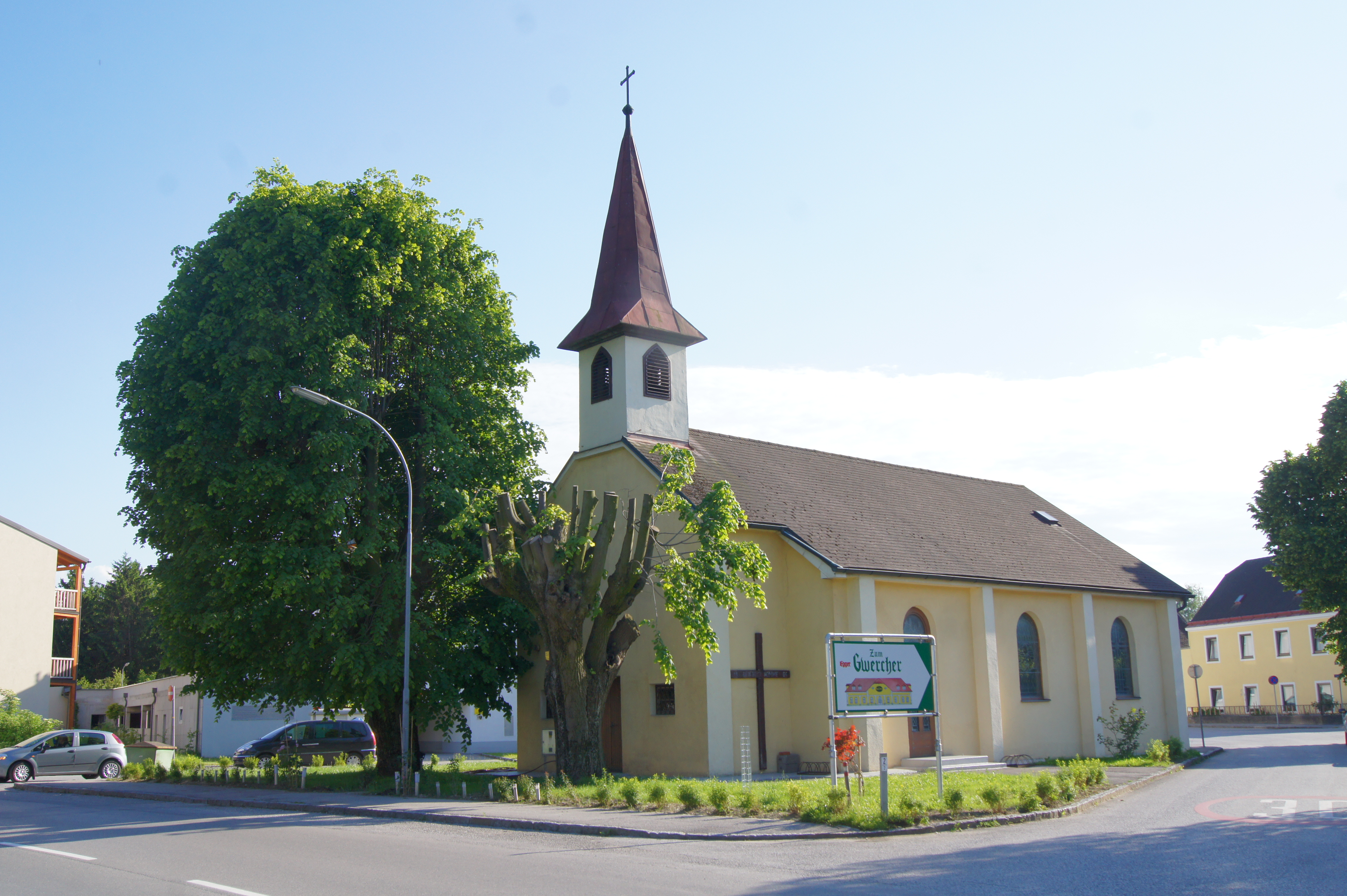
Serbska cerkiew w St. Pölten

Wśród religii w Austrii rzymskokatolicyzm jest religią dominującą. W XVI wieku chwilowo popularny w Austrii stał się protestantyzm. W tym czasie protestantom przychylny był cesarz Maksymilian II. Od czasu założenia zakonu jezuitów dał się we znaki ruch kontrreformacyjny. Wykorzenienie protestantyzmu w Austrii przypisuje się cesarzowi Ferdynandowi II.
Według spisu z 2001 roku, 73,6% ludności określiło się jako katolicy. Według ostatniego spisu z 2021 roku, liczba katolików spadła do 55,2% populacji. Istnieje duża mniejszość ewangelicka, w sumie 4,7% ludności w 2001 r. i 3,8% w 2021 roku. Natomiast liczba muzułmanów w Austrii wzrosła w ostatnich latach, z 4,2% ludności w 2001 roku, do około 8,3% w 2021 roku. Również są wyznawcy kościołów prawosławnych i wschodnich szacowani do 4,9% populacji w 2021 roku.
Migracja ludzi różnych wyznań doprowadziła do bardziej zróżnicowanego krajobrazu religijnego państwa. Muzułmanie i prawosławni są reprezentowani głównie przez imigrantów, zwłaszcza z Turcji i Bałkanów. Funkcjonują też niewielkie wspólnoty hinduistów, sikhów, buddystów i żydów.
Prawo Austrii dzieli uznane grupy religijne na trzy kategorie. 16 związków wyznaniowych uznanych za stowarzyszenia religijne otrzymują najwięcej korzyści. Około 25% populacji nie jest związana z żadną religią.
Według najnowszego sondażu Eurobarometru z 2010 roku odpowiedzi mieszkańców Austrii na pytania w sprawie wiary były następujące:
- 44% – „Wierzę w istnienie Boga”,
- 38% – „Wierzę w istnienie pewnego rodzaju ducha lub siły życiowej”,
- 12% – „Nie wierzę w żaden rodzaj ducha, Boga lub siły życiowej”,
- 6% – „Nie wiem”.

Według danych z 2019 roku, Austria ma najwyższy odsetek osób deklarujących wiarę w Boga (67%), wśród krajów objętych podatkiem kościelnym. 

## Statystyki
| Religie/Kościoły                           | Liczba wiernych | Procent ludności | Źródło                                    |
| ------------------------------------------ | --------------- | ---------------- | ----------------------------------------- |
| Kościół katolicki                          | 4,98 mln        | 56%              | Kościół katolicki w Austrii, 2020         |
| Islam                                      | 745,6 tys.      | 8,3%             | Spis Powszechny, 2021                     |
| Prawosławie                                | 436,7 tys.      | 4,9%             | Spis Powszechny, 2021                     |
| Kościół Ewangelicki Augsburskiego Wyznania | 271 296         | 3,06%            | Kościół Ewangelicki w Austrii, 2019       |
| Buddyzm                                    | 26,6 tys.       | 0,3%             | Spis Powszechny, 2021                     |
| Świadkowie Jehowy                          | 21 966          | 0,27%            | Sprawozdanie Świadków Jehowy jw.org, 2022 |
| Wolne Kościoły w Austrii                   | 20 tys.         | 0,24%            | 2013                                      |
| Kościół Ewangelicki Helweckiego Wyznania   | 12 332          | 0,14%            | Kościół Ewangelicki w Austrii, 2019       |
| Hinduizm                                   | 10,1 tys.       | 0,1%             | Spis Powszechny, 2021                     |
| Rumuńskie grupy zielonoświątkowe           | 6,5 tys.        | 0,08%            | Operation World, 2010                     |
| Judaizm                                    | 5,4 tys.        | 0,06%            | Spis Powszechny, 2021                     |
| Kościół Nowoapostolski                     | 5,2 tys.        | 0,06%            | Spis 2011                                 |
| Kościół Starokatolicki                     | 4,9 tys.        | 0,05%            | Spis Powszechny, 2021                     |
| Mormoni                                    | 4693            | 0,05%            | LDS, 2020                                 |
| Kościół Adwentystów Dnia Siódmego          | 4245            | 0,05%            | Atlas Adwentystyczny, 2017                |
| Zielonoświątkowy Kościół Boży (Cleveland)  | ok. 4 tys.      | 0,05%            | BVwG, 2022                                |
| Kościoły koreańskie                        | 1,5–1,7 tys.    | 0,02%            | Uniwersytet Wiedeński                     |
| Zjednoczony Kościół Metodystyczny          | ok. 1,4 tys.    | 0,02%            | Zjednoczony Kościół Metodystyczny, 2023   |